# Le Vilhain
Lo Vilan en occità (forma a verificar) i en francès Le Vilhain és un municipi francès, situat al departament de l'Alier i a la regió d'Alvèrnia-Roine-Alps. L'any 2007 tenia 267 habitants.

## Demografia

### Població
El 2007 la població de fet de Le Vilhain era de 267 persones. Hi havia 116 famílies de les quals 36 eren unipersonals (16 homes vivint sols i 20 dones vivint soles), 40 parelles sense fills, 28 parelles amb fills i 12 famílies monoparentals amb fills.
La població ha evolucionat segons el següent gràfic:
Habitants censats

### Habitatges
El 2007 hi havia 184 habitatges, 121 eren l'habitatge principal de la família, 41 eren segones residències i 22 estaven desocupats. 179 eren cases i 5 eren apartaments. Dels 121 habitatges principals, 96 estaven ocupats pels seus propietaris, 20 estaven llogats i ocupats pels llogaters i 5 estaven cedits a títol gratuït; 2 tenien una cambra, 11 en tenien dues, 34 en tenien tres, 32 en tenien quatre i 42 en tenien cinc o més. 101 habitatges disposaven pel capbaix d'una plaça de pàrquing. A 70 habitatges hi havia un automòbil i a 40 n'hi havia dos o més.

### Piràmide de població
La piràmide de població per edats i sexe el 2009 era:
| Homes | Edats   | Dones |
| ----- | ------- | ----- |
| 0     | 95 o +  | 4     |
| 0     | 90 a 94 | 4     |
| 0     | 85 a 89 | 0     |
| 4     | 80 a 84 | 0     |
| 12    | 75 a 79 | 20    |
| 12    | 70 a 74 | 12    |
| 16    | 65 a 69 | 4     |
| 4     | 60 a 64 | 4     |
| 8     | 55 a 59 | 4     |
| 12    | 50 a 54 | 8     |
| 20    | 45 a 49 | 8     |
| 8     | 40 a 44 | 12    |
| 4     | 35 a 39 | 12    |
| 4     | 30 a 34 | 0     |
| 12    | 25 a 29 | 16    |
| 4     | 20 a 24 | 4     |
| 8     | 15 a 19 | 8     |
| 0     | 10 a 14 | 8     |
| 4     | 5 a 9   | 12    |
| 8     | 0 a 4   | 4     |

## Economia
El 2007 la població en edat de treballar era de 174 persones, 119 eren actives i 55 eren inactives. De les 119 persones actives 106 estaven ocupades (61 homes i 45 dones) i 13 estaven aturades (8 homes i 5 dones). De les 55 persones inactives 24 estaven jubilades, 12 estaven estudiant i 19 estaven classificades com a «altres inactius».

### Ingressos
El 2009 a Le Vilhain hi havia 125 unitats fiscals que integraven 283 persones, la mediana anual d'ingressos fiscals per persona era de 13.847 €.

### Activitats econòmiques
Dels 11 establiments que hi havia el 2007, 1 era d'una empresa alimentària, 1 d'una empresa de fabricació d'altres productes industrials, 3 d'empreses de construcció, 2 d'empreses de comerç i reparació d'automòbils, 1 d'una empresa de transport, 1 d'una empresa d'hostatgeria i restauració, 1 d'una empresa d'informació i comunicació i 1 d'una empresa classificada com a «altres activitats de serveis».
Dels 4 establiments de servei als particulars que hi havia el 2009, 1 era una funerària, 1 fusteria, 1 perruqueria i 1 restaurant.
L'únic establiment comercial que hi havia el 2009 era una carnisseria.
L'any 2000 a Le Vilhain hi havia 32 explotacions agrícoles que ocupaven un total de 2.288 hectàrees.

## Equipaments sanitaris i escolars
El 2009 hi havia una escola maternal integrada dins d'un grup escolar amb les comunes properes formant una escola dispersa.

## Poblacions més properes
El següent diagrama mostra les poblacions més properes.